# Jessica Pavone
Jessica Pavone (* 17. Dezember 1976) ist eine US-amerikanische Musikerin (Violine, Bratsche, auch E-Bass und Flöte) und Komponistin des Avantgarde Jazz und der Improvisationsmusik.

## Leben und Wirken
Pavone studierte klassische Musik und Musikerziehung an der Hartt School of Music, um dann kurzzeitig als Lehrerin in Hartford (Connecticut)  zu arbeiten. Dort kam sie mit Absolventen der Wesleyan University in Kontakt und spielte 1998 mit dem Middletown Creative Orchestra, dann auch im Correspondence Quartet. 2000 zog sie nach New York City und ist seitdem in der dortigen Musikszene tätig. U. a. arbeitete sie mehrere Jahre in einem kammermusikalischen Duo mit der Gitarristin Mary Halvorson und leitete eigene Bandprojekte wie  The Pavones und Army of Strangers, mit dem sie 2011 auf dem Jazzfestival Saalfelden gastierte. Daneben ist sie Mitglied in dem Quartett Thirteenth Assembly. Sie arbeitete außerdem mit Randy Brecker, Jeremiah Cymerman, Matana Roberts, Aaron Siegel, Henry Threadgill und Matthew Welch. Für ihre Arbeit als Komponistin erhielt sie eine Reihe von Stipendien darunter des Aaron Copland Recording Fund und des American Music Center. Ihre Komposition Quotidian wurde auf dem deutschen Klangbad Festival uraufgeführt. Im Bereich des Jazz war sie zwischen 1998 und 2011 an 45 Aufnahmesessions beteiligt, u. a. auch bei Taylor Ho Bynum, Scott Fields, Jackson Moore, William Parker und Assif Tsahar. 2009 legte sie das von Leonard Cohens Songs of Love and Hate (1970) beeinflusste Album Songs of Synastry and Solitude (Tzadik) vor.
2012 erschien das ebenfalls in Streichquartett-Besetzung eingespielte Hope Dawson is Missing (Tzadik).

## Diskographische Hinweise

### Solo- und Bandprojekte
- Solos and Duos (Peacock Gospel Classics, 2001)
- 27 Epigrams (Peacock Gospel Classics, 2002), mit Susanne Chen, Gil Selinger, Michael Herbst
- Quotidian (Peacock Recordings, 2007), mit Katherine Young, Loren Dempster, Emily Manzo, Amy Cimini, Ericka Dicker
- The Thirteenth Assembly: (Un)sentimental (Important Records, 2009)
- Toomai String Quartet: Songs of Synastry and Solitude (Tzadik, 2009)
- Army of Strangers (Porter Records, 2011)
- The Thirteenth Assembly: Station Direct (Important Records, 2011)
- Jessica Pavone's Army of Strangers: Cast of Characters (Porter, 2011), mit Harris Eisenstadt
- Hope Dawson Is Missing (Tzadik Records, 2012)
- In the Action (2018)
- Lost and Found (Astral Spirits, 2020)
- Jessica Pavone / Wendy Eisenberg / Devin Gray: Universal Dwellings (Rataplan Records, 2021)
- When No One Around You Is There But Nowhere to Be Found (2022) solo
- Clamor (Out of Your Head, 2023)
- Reverse Bloom(Astral Spirits, 2024)

### Duo-Projekte mit Mary Halvorson
- Prairies (Lucky Kitchen, 2005)
- On and Off (Skirl Records, 2007)
- Thin Air (Thirsty Ear Records, 2009)
- Departure of Reason (Thirsty Ear Records, 2011)